# بولي غينوفا
بولي بلامينوفا غينوفا (البلغارية: Поли Пламенова Генова, ولدت 10 فبراير 1987 في صوفيا، بلغاريا) مغنية بلغارية مثلت بلدها في مسابقة الأغنية الأوروبية 2011 في ألمانيا. وقدمت أغنية "Na inat" (أوت أوف سبيت) في الدور نصف النهائي الثاني.

## روابط خارجية
- بولي غينوفا على موقع IMDb (الإنجليزية)
- بولي غينوفا على موقع ميوزك برينز (الإنجليزية)
- بولي غينوفا على موقع أول ميوزيك (الإنجليزية)
- بولي غينوفا على موقع ديسكوغز (الإنجليزية)
- بولي غينوفا على موقع قاعدة بيانات الفيلم (الإنجليزية)

- Official Facebook Page
- Official Twitter profile
- Official Instagram profile